# Monte Bar
Il Monte Bar (1.816 m s.l.m.) è una montagna del Canton Ticino in Svizzera nelle Prealpi Luganesi, situata tra la val Colla (a sud-est) e la Val d'Isone (a nord-ovest).

## Descrizione
Il monte si presenta con una forma particolarmente tondeggiante affiancato alla cima gemella del Caval Drossa a sud-ovest. Proprio per questa sua forma caratteristica è meta di escursioni tutto l'anno, d'estate e in inverno. Con neve abbondante può essere salito con ciaspole e anche in scialpinismo.
Diversi sentieri consentono, senza particolari difficoltà, di raggiungere la vetta; il più diretto parte dal paese di Corticiasca, la meta si raggiunge in circa 2 ore. Bella è anche l'escursione che parte dalla chiesa parrocchiale di Colla. Un comodo sentiero porta all'alpeggio di case Barchi (1243 m), prosegue per ampi pascoli fino a raggiungere la cresta che separa il monte Bar dal Gazzirola. Si segue tutta la cresta fino in vetta (circa 2h-30' da Colla).
Nonostante la quota relativamente modesta, il panorama dalla cima è estremamente vasto. In giornate limpide sono visibili praticamente tutti i gruppi montuosi delle Alpi, la pianura lombarda, l'Appennino Ligure. Poco sotto la cima si trova a 1.600 m la capanna Monte Bar, aperta tutti i giorni, dove è possibile rifocillarsi e trovare alloggio per la notte.